# 辛丰镇
辛丰镇，是中华人民共和国江苏省鎮江市丹徒区下辖的一个乡镇级行政单位。

## 行政区划
辛丰镇下辖以下地区：
于南村、辛丰村、辛桥村、南岗村、黄泥村、下方村、东街村、石城村、黄墟村、德胜村、山北村、龙山村、中心村、北於村和星棋村。